# WFV-Pokal 2014/15
Der WFV-Pokal 2014/15 war die 63. Ausgabe des WFV-Pokals als höchstem Pokalwettbewerb des Württembergischen Fußballverbands. Der seinerzeitige baden-württembergische Oberligist SSV Reutlingen 05 gewann mit einem 2:1-Endspielerfolg über den Ligakonkurrenten FV Ravensburg. Mit dem Gewinn des WFV-Pokals qualifizierte sich der Klub für den DFB-Pokal 2015/16.
Der Titelgewinn war der vierte Pokalsieg in der Geschichte des SSV Reutlingen nach 1988, 1990 und 1999. Die Ravensburger verpassten bei ihrer dritten Finalteilnahme den ersten Titelgewinn, dieser gelang im Folgejahr.
Die ersten drei Runden des Pokalwettbewerbs wurden in vier regionalen Gruppen ausgetragen. Ab dem Achtelfinale wurde verbandsweit gespielt. Der Titelverteidiger 1. FC Heidenheim, der die letzten vier Ausgaben des Wettbewerbs gewonnen hatte, war nach dem Aufstieg in die 2. Bundesliga nicht mehr teilnahmeberechtigt.

## Achtelfinale
|                            | Ergebnis        |                         |
| -------------------------- | --------------- | ----------------------- |
| Sportfreunde Dorfmerkingen | 2:2 (3:5 i. E.) | SGV Freiberg Fußball    |
| TSV Berg                   | 1:3             | FV Ravensburg           |
| SV Ebersbach               | 0:3             | SSV Reutlingen 05       |
| TSV Crailsheim             | 2:4             | TSG Balingen            |
| FC Wangen 05               | 0:3             | SSV Ulm 1846            |
| TSV Weilheim               | 2:3             | FSV 08 Bissingen        |
| TuS Metzingen              | 0:1             | Stuttgarter Kickers     |
| SV Schluchtern             | 1:2             | SG Sonnenhof Großaspach |

* Klassentiefere Mannschaften genießen Heimrecht

## Viertelfinale
|                      | Ergebnis        |                         |
| -------------------- | --------------- | ----------------------- |
| SGV Freiberg Fußball | 1:0             | SG Sonnenhof Großaspach |
| FV Ravensburg        | 1:0             | Stuttgarter Kickers     |
| FSV 08 Bissingen     | 1:2             | SSV Reutlingen 05       |
| SSV Ulm 1846         | 2:2 (4:6 i. E.) | TSG Balingen            |

* Klassentiefere Mannschaften genießen Heimrecht

## Halbfinale
|                      | Ergebnis        |                   |
| -------------------- | --------------- | ----------------- |
| SGV Freiberg Fußball | 2:3             | SSV Reutlingen 05 |
| FV Ravensburg        | 2:2 (5:3 i. E.) | TSG Balingen      |

* Klassentiefere Mannschaften genießen Heimrecht

## Finale
| Paarung           | SSV Reutlingen 05 – FV Ravensburg |
| Ergebnis          | 2:1 (1:0) |
| Datum             | 6. Mai 2015 |
| Stadion           | Gazi-Stadion auf der Waldau, Stuttgart |
| Zuschauer         | 3.600 |
| Tore              | 1:0 Eiberger (24.), 2:0 Maier (61.), 2:1 Wohlfahrt (90.+1') |
| SSV Reutlingen 05 | Denis Grgic – Lukas Hartmann (46. Florian Feigl), Tom Schiffel, Rouven Wiesner, Andreas Maier – Giuseppe Ricciardi, Daniel Seemann (93. Mehmet Levet), Marc Golinski (89. Max-Julian Hölzli), Pierre Eiberger, Sven Schimmel – Bastian Bischoff (87. Marcel Brandstetter) Cheftrainer: Robert Hofacker |
| FV Ravensburg     | Clemens Frey – Manuel Litz (47. Maschkour Gbadamassi), Jascha Fiesel, Sebastian Mähr, Sebastian Reiner (71. Johannes Vees) – Ralf Heimgartner, Thomas Zimmermann, Jona Boneberger (83. Andreas Kalteis), Harun Toprak – Rahman Soyudoğru, Steffen Wohlfarth Cheftrainer: Wolfram Eitel                 |
| Gelbe Karten      | Golinski (69.), Wiesner (74.), Bischoff (75.), Schimmel (80.), Maier (83.) – Litz (35.), Wohlfahrt (64.), Soyudoğru (75.) |